# 瓦格拉蓬塔山
瓦格拉蓬塔山（Waqra Punta），是秘魯的山峰，位於該國中南部利馬大區，由戈爾戈爾區和安巴爾區負責管轄，屬於安地斯山脈的一部分，海拔高度5,000米。在克丘亚语中，waqra意为“角”，punta意为“山峰”